# Fußball-Club Bayern München 1981-1982
Questa voce raccoglie le informazioni riguardanti il Fußball-Club Bayern München nelle competizioni ufficiali della stagione 1981-1982.

## Stagione
In questa stagione il Bayern finisce al terzo posto in campionato, però conquista la sesta coppa nazionale. In campo internazionale, invece, i tedeschi raggiungono la quarta finale in Coppa dei Campioni, ma a Rotterdam sono sconfitti dall'Aston Villa per 1-0. A livello personale, però, Dieter Hoeneß è il capocannoniere della manifestazione, e precede in classifica altri due compagni di squadra, Karl-Heinz Rummenigge e Paul Breitner. Questi ultimi due giocatori sono inoltre rispettivamente primo e secondo nella classifica finale del Pallone d'oro.

## Maglie e sponsor
| Casa | Trasferta |  |

## Rosa
| N. |                     | Ruolo | Calciatore          |
| -- | ------------------- | ----- | ------------------- |
|    | Germania (bandiera) | P     | Walter Junghans     |
|    | Germania (bandiera) | P     | Manfred Müller      |
|    | Germania (bandiera) | D     | Klaus Augenthaler   |
|    | Germania (bandiera) | D     | Bertram Beierlorzer |
|    | Germania (bandiera) | D     | Rudolf Böck         |
|    | Germania (bandiera) | D     | Udo Horsmann        |
|    | Germania (bandiera) | D     | Kurt Niedermayer    |
|    | Germania (bandiera) | D     | Hans Pflügler       |
|    | Germania (bandiera) | D     | Hans Weiner         |
|    | Germania (bandiera) | D     | Helmut Winklhofer   |
|    | Germania (bandiera) | C     | Paul Breitner       |
|    | Germania (bandiera) | C     | Wolfgang Dremmler   |

| N. |                     | Ruolo | Calciatore            |
| -- | ------------------- | ----- | --------------------- |
|    | Germania (bandiera) | C     | Bernd Dürnberger      |
|    | Germania (bandiera) | C     | Peter Grünberger      |
|    | Germania (bandiera) | C     | Günter Güttler        |
|    | Germania (bandiera) | C     | Wolfgang Kraus        |
|    | Germania (bandiera) | C     | Stefan Schehl         |
|    | Islanda (bandiera)  | C     | Ásgeir Sigurvinsson   |
|    | Germania (bandiera) | A     | Karl Del'Haye         |
|    | Germania (bandiera) | A     | Thomas Herbst         |
|    | Germania (bandiera) | A     | Dieter Hoeneß         |
|    | Germania (bandiera) | A     | Reinhold Mathy        |
|    | Germania (bandiera) | A     | Karl-Heinz Rummenigge |

## Organigramma societario
Area direttiva
- Presidente:  Willi O. Hoffmann

Area tecnica
- Allenatore: Pál Csernai
- Allenatore in seconda: Reinhard Saftig
- Preparatore dei portieri:
- Preparatori atletici:

## Calciomercato

### Sessione estiva
| Acquisti | Acquisti            | Acquisti         | Acquisti |
| R.       | Nome                | da               | Modalità |
| -------- | ------------------- | ---------------- | -------- |
| D        | Bertram Beierlorzer | Norimberga       |          |
| D        | Rudolf Böck         | Bayern Monaco II |          |
| C        | Ásgeir Sigurvinsson | Standard Liegi   |          |

| Cessioni | Cessioni        | Cessioni        | Cessioni |
| R.       | Nome            | a               | Modalità |
| -------- | --------------- | --------------- | -------- |
| C        | Joachim Benfeld | Malines         |          |
| A        | Norbert Janzon  | Schalke 04      |          |
| C        | Jürgen Röber    | Calgary Boomers |          |

### Sessione invernale
| Acquisti | Acquisti | Acquisti | Acquisti |
| R.       | Nome     | da       | Modalità |
| -------- | -------- | -------- | -------- |

| Cessioni | Cessioni | Cessioni | Cessioni |
| R.       | Nome     | a        | Modalità |
| -------- | -------- | -------- | -------- |

## Risultati

### Bundesliga

#### Girone di andata
| Arbitro: | Niebergall |

|                                                                          |           |                      |
| Rummenigge 14’ Dremmler 19’ Breitner 35’, 43’ Hoeneß 40’ Niedermayer 60’ | Marcatori | 45’ Økland 72’ Szech |

| Arbitro: | Redelfs |

|             |           |                            |
| Posniak 78’ | Marcatori | 45’ Niedermayer 76’ Hoeneß |

| Arbitro: | Stäglich |

|                                |           |           |
| Hoeneß 27’, 78’ Rummenigge 76’ | Marcatori | 15’ Meier |

| Arbitro: | Horstmann |

|           |           |                      |
| Wenzel 9’ | Marcatori | 29’ Kraus 69’ Hoeneß |

| Arbitro: | Assenmacher |

|                                                  |           |             |
| Rummenigge 40’ Breitner 70’, 76’ Augenthaler 89’ | Marcatori | 48’ Schüler |

| Arbitro: | Risse |

|                                |           |                     |
| Worm 45’ Grobe 57’ Zavišić 87’ | Marcatori | 38’ (rig.) Breitner |

| Arbitro: | Heitmann |

|                                   |           |                            |
| Hoeneß 24’, 36’, 88’ Breitner 84’ | Marcatori | 32’ Briegel 70’ Eilenfeldt |

| Arbitro: | Engel |

|                           |           |  |
| Klotz 13’ Burgsmüller 46’ | Marcatori |  |

| Arbitro: | Gabor |

|                     |           |                 |
| Breitner 33’ (rig.) | Marcatori | 77’ Hintermaier |

| Arbitro: | Föckler |

|                                               |           |  |
| Steiner 20’ Woodcock 57’ Kroth 83’ Strack 86’ | Marcatori |  |

| Arbitro: | Niebergall |

|                                          |           |                        |
| Kraus 22’ Rummenigge 33’ Niedermayer 37’ | Marcatori | 19’ Löw 71’ Lottermann |

| Arbitro: | Ahlenfelder |

|                                          |           |           |
| Hrubesch 47’, 84’ Jakobs 65’ Bastrup 87’ | Marcatori | 17’ Kraus |

| Arbitro: | Horeis |

|                                     |           |  |
| Rummenigge 38’, 54’ Hoeneß 43’, 64’ | Marcatori |  |

| Arbitro: | Hennig |

|  |           |                              |
|  | Marcatori | 30’, 82’ Breitner 69’ Hoeneß |

| Arbitro: | Roth |

|               |           |              |
| Rummenigge 6’ | Marcatori | 56’ Matthäus |

| Arbitro: | Umbach |

|            |           |                         |
| Schock 89’ | Marcatori | 44’ Hoeneß 86’ Breitner |

| Arbitro: | Kasperowski |

|              |           |  |
| Horsmann 76’ | Marcatori |  |

#### Girone di ritorno
| Arbitro: | Hontheim |

|  |           |                         |
|  | Marcatori | 59’ Dremmler 84’ Hoeneß |

| Arbitro: | Wahmann |

|                                                |           |               |
| Augenthaler 33’, 66’ Hoeneß 42’ Rummenigge 89’ | Marcatori | 81’ Cestonaro |

| Arbitro: | Eschweiler |

|                               |           |  |
| Reinders 6’ (rig.) Gruber 64’ | Marcatori |  |

| Arbitro: | Correll |

|                                                                                 |           |  |
| Kraus 10’ Augenthaler 15’, 87’ Rummenigge 31’ Breitner 45’ Niedermayer 68’, 79’ | Marcatori |  |

| Arbitro: | Eschweiler |

|                                      |           |              |
| Günther 44’, 70’ Dittus 67’ Groß 82’ | Marcatori | 66’ Breitner |

| Arbitro: | Pauly |

|                                         |           |           |
| Breitner 38’ (rig.), 82’ Rummenigge 47’ | Marcatori | 8’ Geiger |

| Arbitro: | Stäglich |

|                          |           |                |
| Dusek 78’ Eilenfeldt 83’ | Marcatori | 43’ Rummenigge |

| Arbitro: | Huster |

|                                     |           |                 |
| Hoeneß 49’, 85’ Breitner 80’ (rig.) | Marcatori | 62’ Burgsmüller |

| Arbitro: | Ahlenfelder |

|  |           |                                   |
|  | Marcatori | 28’, 49’ Güttler 61’ Sigurvinsson |

| Arbitro: | Engel |

|                     |           |                |
| Breitner 18’ (rig.) | Marcatori | 20’ Littbarski |

| Arbitro: | Tritschler |

|                                                |           |                                             |
| Nachtweih 16’ Pezzey 23’ Körbel 55’ Künast 86’ | Marcatori | 36’ Breitner 46’ Rummenigge 66’ Augenthaler |

| Arbitro: | Föckler |

|                              |           |                                              |
| Hoeneß 23’, 64’ Horsmann 36’ | Marcatori | 32’ Hartwig 70’ von Heesen 76’, 90’ Hrubesch |

| Arbitro: | Hontheim |

|                               |           |                                        |
| Helmes 71’ Seliger 74’ (rig.) | Marcatori | 29’ Hoeneß 31’ Horsmann 72’ Rummenigge |

| Arbitro: | Assenmacher |

|              |           |  |
| Breitner 51’ | Marcatori |  |

| Arbitro: | Heitmann |

|                                         |           |  |
| Hannes 39’ (rig.) Mohren 76’ Wuttke 80’ | Marcatori |  |

| Arbitro: | Peduzzi |

|                                       |           |                         |
| Hoeneß 26’ (rig.), 45’ Rummenigge 88’ | Marcatori | 20’ Reiß 60’ Pagelsdorf |

| Arbitro: | Hontheim |

|                      |           |                |
| Patzke 33’, 68’, 77’ | Marcatori | 44’ Winklhofer |

### Coppa di Germania
| Arbitro: | Jupe |

|                                                                                |           |  |
| Rummenigge 10’, 18’ (rig.), 34’ Hoeneß 39’ Kraus 43’, 45’ Augenthaler 66’, 77’ | Marcatori |  |

| Arbitro: | Ulm |

|                                                             |           |             |
| Breitner 10’ Dürnberger 33’ Niedermayer 33’, 75’ Hoeneß 66’ | Marcatori | 55’ Liedtke |

| Arbitro: | Linn |

|                                                       |           |  |
| Beierlorzer 13’ Dremmler 29’ Rummenigge 71’ Kraus 87’ | Marcatori |  |

| Arbitro: | Brückner |

|  |           |                                        |
|  | Marcatori | 28’ Dremmler 54’ Hoeneß 79’ Rummenigge |

| Arbitro: | Assenmacher |

|                     |           |                   |
| Reinders 25’ (rig.) | Marcatori | 78’, 94’ Breitner |

| Arbitro: | Redelfs |

|            |           |                                    |
| Patzke 70’ | Marcatori | 17’ Rummenigge 74’ (rig.) Breitner |

| Arbitro: | Hennig |

|                                                         |           |                            |
| Rummenigge 54’ Kraus 65’ Breitner 72’ (rig.) Hoeneß 89’ | Marcatori | 31’ Hintermaier 44’ Dreßel |

### Coppa dei Campioni
| Arbitro: | Thomas |

|  |           |                       |
|  | Marcatori | 75’ (rig.) Rummenigge |

| Arbitro: | Farrell |

|                                                     |           |  |
| Hoeneß 25’, 59’ Rummenigge 27’, 68’ Niedermayer 31’ | Marcatori |  |

| Lisbona 21 ottobre 1981, ore 21:00 CET Ottavi di finale | Benfica | 0 – 0 referto | Bayern Monaco | Stadio da Luz (50 000 spett.)\| Arbitro: \| Vautrot \| |
| Arbitro:                                                | Vautrot |               |               |                                                        |

| Arbitro: | Casarin |

|                                   |           |                 |
| Hoeneß 28’, 36’, 55’ Breitner 82’ | Marcatori | 63’ (rig.) Nené |

| Arbitro: | Corver |

|  |           |                            |
|  | Marcatori | 7’ Breitner 20’ Rummenigge |

| Arbitro: | Tokat |

|            |           |             |
| Hoeneß 21’ | Marcatori | 30’ Geolgău |

| Arbitro: | Lambert |

|                                           |           |                                        |
| I 7’ Ionchev 13’, 49’ Zdravkov 18’ (rig.) | Marcatori | 27’ Dürnberger 32’ Hoeneß 82’ Breitner |

| Arbitro: | Syme |

|                                              |           |  |
| Breitner 42’, 47’ (rig.) Rummenigge 65’, 76’ | Marcatori |  |

| Arbitro: | Konrath |

|           |           |  |
| Withe 67’ | Marcatori |  |

## Statistiche

### Statistiche di squadra
| Competizione       | Punti | In casa | In casa | In casa | In casa | In casa | In casa | In trasferta | In trasferta | In trasferta | In trasferta | In trasferta | In trasferta | Totale | Totale | Totale | Totale | Totale | Totale | DR  |
| Competizione       | Punti | G       | V       | N       | P       | Gf      | Gs      | G            | V            | N            | P            | Gf           | Gs           | G      | V      | N      | P      | Gf     | Gs     | DR  |
| ------------------ | ----- | ------- | ------- | ------- | ------- | ------- | ------- | ------------ | ------------ | ------------ | ------------ | ------------ | ------------ | ------ | ------ | ------ | ------ | ------ | ------ | --- |
| Bundesliga         | 43    | 17      | 13      | 3       | 1       | 52      | 20      | 17           | 7            | 0            | 10           | 25           | 36           | 34     | 20     | 3      | 11     | 77     | 56     | +21 |
| Coppa di Germania  | -     | 4       | 4       | 0       | 0       | 21      | 3       | 3            | 3            | 0            | 0            | 7            | 2            | 7      | 7      | 0      | 0      | 28     | 5      | +23 |
| Coppa dei Campioni | -     | 4       | 3       | 1       | 0       | 14      | 2       | 5            | 2            | 1            | 2            | 6            | 5            | 9      | 5      | 2      | 2      | 20     | 7      | +13 |
| Totale             | 43    | 25      | 20      | 4       | 1       | 87      | 25      | 25           | 12           | 1            | 12           | 38           | 43           | 50     | 32     | 5      | 13     | 125    | 68     | +57 |

### Andamento in campionato
| Giornata  | 1 | 2 | 3 | 4 | 5 | 6 | 7 | 8 | 9 | 10 | 11 | 12 | 13 | 14 | 15 | 16 | 17 | 18 | 19 | 20 | 21 | 22 | 23 | 24 | 25 | 26 | 27 | 28 | 29 | 30 | 31 | 32 | 33 | 34 |
| --------- | - | - | - | - | - | - | - | - | - | -- | -- | -- | -- | -- | -- | -- | -- | -- | -- | -- | -- | -- | -- | -- | -- | -- | -- | -- | -- | -- | -- | -- | -- | -- |
| Luogo     | C | T | C | T | C | T | C | T | C | T  | C  | T  | C  | T  | C  | T  | C  | T  | C  | T  | C  | T  | C  | T  | C  | T  | C  | T  | C  | T  | C  | T  | C  | T  |
| Risultato | V | V | V | V | V | P | V | P | N | P  | V  | P  | V  | V  | N  | V  | V  | V  | V  | P  | V  | P  | V  | P  | V  | V  | N  | P  | P  | V  | V  | P  | V  | P  |
| Posizione | 1 | 1 | 1 | 1 | 1 | 1 | 1 | 1 | 1 | 3  | 3  | 5  | 3  | 3  | 3  | 3  | 2  | 1  | 1  | 2  | 1  | 3  | 2  | 3  | 3  | 2  | 2  | 3  | 3  | 3  | 3  | 3  | 3  | 3  |

Legenda:

Luogo: C = Casa; T = Trasferta. Risultato: V = Vittoria; N = Pareggio; P = Sconfitta.

### Statistiche dei giocatori
| Giocatore       | Bundesliga | Bundesliga | Bundesliga  | Bundesliga | Coppa di Germania | Coppa di Germania | Coppa di Germania | Coppa di Germania | Coppa dei Campioni | Coppa dei Campioni | Coppa dei Campioni | Coppa dei Campioni | Totale   | Totale | Totale      | Totale     |
| Giocatore       | Presenze   | Reti       | Ammonizioni | Espulsioni | Presenze          | Reti              | Ammonizioni       | Espulsioni        | Presenze           | Reti               | Ammonizioni        | Espulsioni         | Presenze | Reti   | Ammonizioni | Espulsioni |
| --------------- | ---------- | ---------- | ----------- | ---------- | ----------------- | ----------------- | ----------------- | ----------------- | ------------------ | ------------------ | ------------------ | ------------------ | -------- | ------ | ----------- | ---------- |
| K. Augenthaler  | 33         | 6          | 5           | 0          | 7                 | 2                 | 0                 | 0                 | 9                  | 0                  | 0                  | 0                  | 49       | 8      | 5           | 0          |
| B. Beierlorzer  | 17         | 0          | 1           | 0          | 5                 | 1                 | 0                 | 0                 | 5                  | 0                  | 1                  | 0                  | 27       | 1      | 2           | 0          |
| P. Breitner     | 29         | 18         | 0           | 0          | 6                 | 5                 | 0                 | 0                 | 7                  | 5                  | 0                  | 0                  | 42       | 28     | 0           | 0          |
| R. Böck         | 0          | 0          | 0           | 0          | 0                 | 0                 | 0                 | 0                 | 0                  | 0                  | 0                  | 0                  | 0        | 0      | 0           | 0          |
| K. Del'Haye     | 8          | 0          | 0           | 0          | 1                 | 0                 | 0                 | 0                 | 0                  | 0                  | 0                  | 0                  | 9        | 0      | 0           | 0          |
| W. Dremmler     | 31         | 2          | 1           | 0          | 7                 | 2                 | 0                 | 0                 | 9                  | 0                  | 1                  | 0                  | 47       | 4      | 2           | 0          |
| B. Dürnberger   | 31         | 0          | 0           | 0          | 7                 | 1                 | 1                 | 0                 | 9                  | 1                  | 0                  | 0                  | 47       | 2      | 1           | 0          |
| P. Grünberger   | 2          | 0          | 0           | 0          | 0                 | 0                 | 0                 | 0                 | 0                  | 0                  | 0                  | 0                  | 2        | 0      | 0           | 0          |
| G. Güttler      | 8          | 2          | 1           | 0          | 2                 | 0                 | 0                 | 0                 | 4                  | 0                  | 0                  | 0                  | 14       | 2      | 1           | 0          |
| T. Herbst       | 2          | 0          | 0           | 0          | 0                 | 0                 | 0                 | 0                 | 0                  | 0                  | 0                  | 0                  | 2        | 0      | 0           | 0          |
| D. Hoeneß       | 33         | 21         | 1           | 0          | 6                 | 4                 | 1                 | 0                 | 9                  | 7                  | 0                  | 0                  | 48       | 32     | 2           | 0          |
| U. Horsmann     | 32         | 3          | 3           | 0          | 7                 | 0                 | 0                 | 0                 | 9                  | 0                  | 0                  | 0                  | 48       | 3      | 3           | 0          |
| W. Junghans     | 19         | 0          | 0           | 0          | 4                 | 0                 | 0                 | 0                 | 4                  | 0                  | 0                  | 0                  | 27       | 0      | 0           | 0          |
| W. Kraus        | 34         | 4          | 0           | 0          | 7                 | 4                 | 1                 | 0                 | 9                  | 0                  | 0                  | 0                  | 50       | 8      | 1           | 0          |
| R. Mathy        | 12         | 0          | 2           | 0          | 3                 | 0                 | 0                 | 0                 | 2                  | 0                  | 0                  | 0                  | 17       | 0      | 2           | 0          |
| M. Müller       | 16         | 0          | 0           | 0          | 3                 | 0                 | 0                 | 0                 | 5                  | 0                  | 0                  | 0                  | 24       | 0      | 0           | 0          |
| K. Niedermayer  | 19         | 5          | 1           | 0          | 3                 | 2                 | 0                 | 0                 | 7                  | 1                  | 0                  | 0                  | 29       | 8      | 1           | 0          |
| H. Pflügler     | 6          | 0          | 0           | 0          | 0                 | 0                 | 0                 | 0                 | 2                  | 0                  | 0                  | 0                  | 8        | 0      | 0           | 0          |
| K. Rummenigge   | 32         | 14         | 2           | 0          | 7                 | 7                 | 1                 | 0                 | 9                  | 6                  | 0                  | 0                  | 48       | 27     | 3           | 0          |
| S. Schehl       | 0          | 0          | 0           | 0          | 0                 | 0                 | 0                 | 0                 | 0                  | 0                  | 0                  | 0                  | 0        | 0      | 0           | 0          |
| Á. Sigurvinsson | 17         | 1          | 1           | 0          | 3                 | 0                 | 0                 | 0                 | 5                  | 0                  | 0                  | 0                  | 25       | 1      | 1           | 0          |
| H. Weiner       | 26         | 0          | 1           | 0          | 6                 | 0                 | 0                 | 0                 | 6                  | 0                  | 0                  | 0                  | 38       | 0      | 1           | 0          |
| H. Winklhofer   | 2          | 1          | 0           | 0          | 0                 | 0                 | 0                 | 0                 | 1                  | 0                  | 0                  | 0                  | 3        | 1      | 0           | 0          |